# بلانيتا باولينا
 بلانيتا باولينا  هو الألبوم الرابع للمغنية المكسيكية باولينا روبيو وصدر في سبتمبر من العام 1996. وكان هذا الألبوم هو الأخير لباولينا مع شركة EMI. احتوى الألبوم على أغاني عدة مثل: Enamorada وأغنية مسلسل Pobre Niña Rica الذي مثلت به باولينا.